# Assassinat de Mari Carmen Castell i Vidal
L'Assassinat de Mari Carmen Castell i Vidal (Ulldecona, 1962 — Ulldecona, 14 de febrer de 1982) tingué lloc en Ulldecona la nit del 13 al 14 de febrer de 1982.

## Cronologia

### Celebració d'un Carnaval sagnant
Després de la dictadura franquista, el poble d'Ulldecona va tornar a celebrar el Carnaval el 1982. En el Cinema Victòria d'Ulldecona s'hi va organitzar un ball amb una orquestra, que va acabar de matinada. Mari Carmen Castell no va tornar a casa eixa nit. La seua família, preocupada, va eixir a trobar-la pels carrers del poble. La família va anar a posar una denúncia de desaparició en la comissaria de la Guàrdia Civil a les 7:15 del 21 de febrer de 1982, quan s'hi presentà Ramon Barranco, que afirmà que havia vist el cos sense vida d'una xiqueta en el Castell d'Ulldecona.

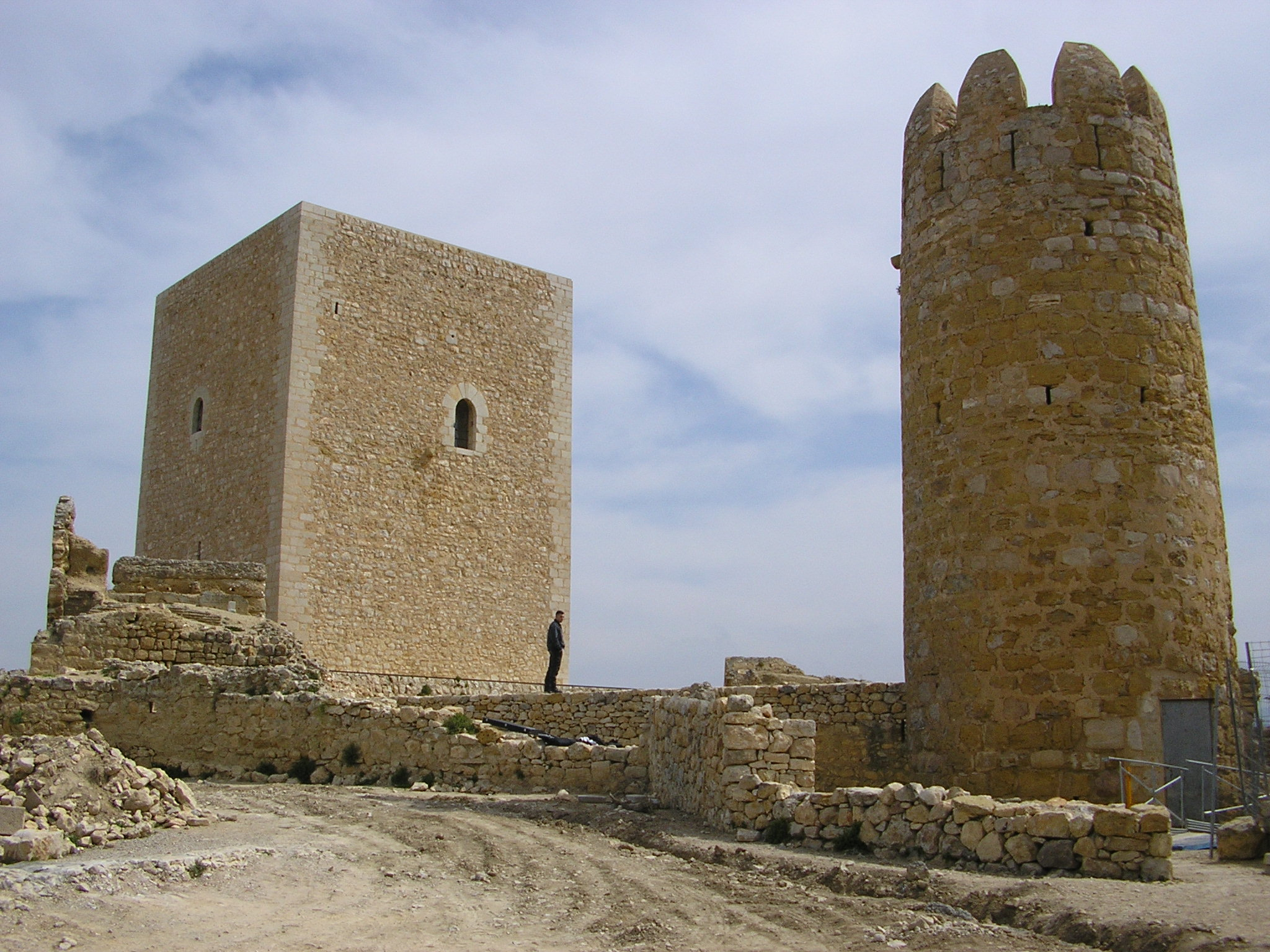
Castell d'Ulldecona, lloc on es produí el crim.

La Guàrdia Civil es traslladà en el Castell d'Ulldecona eixe mateix matí, on es trobà el cos sense vida mig nu de Mari Carmen Castell. El binomi policial anava acompanyat del pare de Mari Carmen, Jeroni Castell, qui fou alcalde d'esta localitat.

### Primeres proves i autòpsia
La policia determinà, per les marques dels pneumàtics que es trobaren en els camins propers al castell i per les taques de pintura que hi hagué en unes branques, que l'autor s'hi traslladà amb un cotxe petit de l'estil Renault R-5 de color roig, i que probablement havia estat un veí de la zona que coneixia els camins.
L'autòpsia de Mari Carmen revelà que la víctima fou colpejada catorze voltes amb una pedra, i semblà que s'havia defensat fins a perdre la vida, perquè en les seues mans s'hi trobaren pèls de l'autor dels fets.
La policia prengué declaració als amics de Mari Carmen per a poder reconstruir les últimes hores de vida de Mari Carmen. La seua amiga Marisé declarà que abandonaren el Cinema Victòria a les 3:00, i que ambdues havien anat a casa per a posar-se roba més còmoda, però no es van arribar a tornar a trobar. Un dels músics de l'orquestra que tocà eixa nit afirmà haver-la vist a les 5:15 prop de casa de la família Castell.
Els investigadors decidiren interrogar tots els hòmens del poble que podrien haver estat de festa eixa nit i els prengueren una mostra de cabell per a poder comparar-los amb els que es van trobar a les mans de la víctima.
Mari Carmen es va llevar la disfressa que duia i es va posar un mono de color negre que havia comprat en Vinaròs. El cadàver es va trobar sense aquell mono, que la policia no el va trobar. El germà de Mari Carmen, Jeroni Castell, juntament amb els seus amics, el trobaren a prop del castell.
Ramon Barranco es presentà voluntàriament a declarar en la comissaria de la Guàrdia Civil d'Ulldecona i digué que eixa nit Mari Carmen estava amb un jove d'Alcanar anomenat Rafael, que tenia un Renault R-5. El jutge instructor ordenà un encarament entre Ramon Barranco i Rafael. Barranco afirmà que Rafa havia estat eixa nit amb Mari Carmen, però Rafa ho negà al·legant que estava fent el servici militar. La versió de Barranco fou descartada i, després de no trobar proves que puguen incriminar algú, el jutge arxivà el cas i la Guàrdia Civil en destruí les proves.

### Cerca de noves proves, intervenció de la Policia Nacional i detenció de Ramon Barranco
Jeroni Castell fill, acudí en la comissaria de la Policia Nacional de Tortosa, que determinà que l'assassí probablement feia motocròs en els camins propers al castell i era caçador. Seguidament, els agents del Cos Nacional de Policia detingueren Ramon Barranco després de rebre una denúncia d'agressió sexual a una xiqueta del poble. Barranco argumentà que estava en un estat d'embriaguesa, que havia estat forçat per uns amics i que la denúncia era falsa. A més, és conegut que Barranco cometé una agressió sexual a una amiga de la seua germana Nieves Barranco quan tan sols tenia 13 anys. Este episodi feu que la policia arribara a la conclusió que Barranco possiblement fou qui assassinà Mari Carmen Castell. Els investigadors creien que Barranco tenia el perfil que se cercava: algú amb antecedents d'agressió sexual, que coneixia els camins de la zona, que conduïa un Renault R-5, que feia motocròs i que era caçador. Barranco declarà uns anys abans a comissaria que havia vist Mari Carmen Castell en un cotxe com el que se cercava, però els investigadors pensaren que eixa declaració es feu per a desviar l'atenció.
La policia cità a declarar la seua esposa, Adelín i Nieves, les seues germanes. L'esposa de Ramon Barranco es negà a declarar, Adelín negà els fets i Nieves explicà que eixe dia havia estat al casament de la seua cosina Rosa en València. La Policia Nacional afirmà que fou Barranco qui assassinà Mari Carmen, però no hi hagué prou proves perquè siga incriminat.
La família Castell era veïna de la família Barranco, i van haver-se d'acostumar a trobar-se qui creien que havia matat Mari Carmen Castell: Ramon Barranco.

### Intervenció del detectiu Jorge Colomar
La policia recomanà a la família que contractaren un detectiu privat. La família contractà Jorge Colomar, qui s'infiltrà en el poble d'Ulldecona per a relacionar-se amb Ramon Barranco. Colomar intentà fer-se amic de Barranco a través de negocis. Durant diferents setmanes, Colomar i Barranco eixien a sopar i a prendre copes a locals de la zona per mirar d'agafar complicitat.
La policia i Colomar s'uniren en un pla perquè Barranco confessés els fets. Colomar i Barranco anaren a sopar a la Ràpita i ocultà un micròfon perquè la policia, que estava en un cotxe camuflat a l'aparcament del restaurant, escoltara la conversa. Colomar li recriminà que havia matat una xiqueta i que no li havia dit res. Barranco s'alçà de la taula i se n'anà del restaurant. Colomar no el tornà a veure i digué a la família que no havia pogut demostrar que fou ell qui matà Mari Carmen, però que "no hi havia un altre porc com ell en tot el poble".

### Exhumació del cadàver de Mari Carmen
El metge forense Luis Frontela, que s'encarregà del Crim d'Alcàsser, ordenà l'exhumació del cos de Mari Carmen el 1993, onze anys després del crim. L'exhumació trobà un pèl púbic masculí en la roba interior de Mari Carmen. El jutge autoritzà que es punxaren els telèfons de la família Barranco. Les desconfiances creixien entre els membres de la Guàrdia Civil d'Ulldecona perquè el cap de la comissaria, que era amic de la família Barranco, mostrava incomoditats envers les investigacions a la família Barranco; es creu que este agent filtrà la informació als Barranco que els havien punxat el telèfon. Finalment, va acabar en no-res.

### Trucada anònima i noves detencions
Un home d'uns 50 anys trucà a la comissaria de la Guàrdia Civil d'Ulldecona. Com que no hi hagué ningú, la trucada es desvià fins a la comissaria de Tarragona.
Este fou el punt de partida de la investigació policial. Jeroni Castell fill acceptà col·laborar amb la policia. L'anònim afirmà posteriorment que fou el pare de Ramon Barranco qui li va confessar que va ser qui va cometre el crim, amb la col·laboració d'un perruquer del poble.
El 1998, el jutge instructor Luis Francisco Alamán acceptà tornar a reobrir la causa perquè les investigacions podrien donar fruits i perquè restava poc temps perquè el delicte acabara prescrivint. Es tornaren a punxar els telèfons de la família i amics de Ramon Barranco. Es va preparar un pla de detencions que consistia a detindre els dos hòmens acusats en l'anònim, escoltar les converses que podrien tenir en la cel·la ambdós detinguts i detindre l'endemà les germanes de Ramon Barranco. Esta operació es va haver de posposar perquè el sergent que coneixia la família s'havia pres el dia lliure.

### Interrogatori als detinguts
Després de les detencions, la Guàrdia Civil interrogà els detinguts. Barranco es reafirmà en la seua versió que ja explicà setze anys abans. Les germanes van declarar l'endemà. Adelín Barranco tornà a negar els fets. Nieves Barranco reafirmà la seua versió, que havia anat en un casament en València. L'agent de la Guàrdia Civil que l'interrogà li etzibà "si podia dormir tranquil·la" i "com pots viure guardant este secret". Nieves Barranco respongué dient que "si li donava una cigarreta li ho explicaria tot". Nieves confessà que eixa nit, el seu germà Ramon arribà amb les mans tacades de sang. Nieves declarà davant del jutge instructor el mateix que contà a la policia i, posteriorment, Adelín corroborà els fets i en donà més detalls.
La mare de Ramon Barranco digué a la policia que se'ls comunicà el contingut de l'anònim per part del sergent de la comissaria d'Ulldecona, cosa que confirmava les sospites dels agents de la Guàrdia Civil d'este poble, que el cap de la policia tenia una relació estreta amb la família Barranco.
Ramon Barranco fou detingut i empresonat preventinament. Barranco tornà a canviar de versió, i afirmà que Mari Carmen estava a casa dels mestres greument ferida, i que ell la va pujar al castell. Esta coartada fou descartada.

### Juí
El juí començà el 24 de gener del 2000, tan sols dos anys abans perquè el cas prescriguera. Se celebrà en l'Audiència Provincial de Tarragona. Ramon Barranco fou l'únic acusat. Les declaracions de l'acusat es contradeien constantment; negà els fets i inculpà quatre amics. Els testimonis desmuntaren la versió de l'acusat. Ramon Barranco fou considerat culpable del delicte d'assassinat i se li imposà una pena de 30 anys de presó. Dels 30 anys de condemna, en complí íntegrament 13, i el maig del 2018 aconseguí la llibertat definitivament. En sortir de la presó, es va establir a Vinaròs.